# Мартириум святого Климента Римского
44°33′51″ с. ш. 33°24′41″ в. д.
Мартириум святого Кли́мента Ри́мского — раннехристианский сакральный памятник в византийском Херсоне, построенный на древнем насыпном острове Казачьей бухты. По мнению некоторых исследователей, именно на этом островке были открыты мощи святого Климента Римского и что здесь было место заточения и мученической смерти этого святого, жившего задолго до разделения церквей.

## О мартириуме Климента Римского в древнем Херсонесе
Небольшой загородный христианский храмовый комплекс был построен на насыпном островке в Казачьей бухте, который сообщался с берегом узким перешейком. К VI веку от укреплённого комплекса остались только развалины. Описание обнаруженных развалин дал академик Пётр-Симон Паллас, посетивший эти места в 1793—1794 годах. Князь Виктор Барятинский в 1845 году в юго-восточной части островка раскопал остатки небольшой церкви и девяти помещений. В одном из помещений он обнаружил могилу с четырьмя костяками и медную монету конца XI—XIII веков. Могила была накрыта каменной плитой размерами 0,9×0,9 м с вырезанными на обеих сторонах по одному кресту. Около алтаря находилась большая мраморная плита с выбитым рельефным крестом и маленькой круглой дырой. Плита закрывала ёмкость с водой, что могло навести на мысль о легендарном свидетельстве «Мучения св. Климента» о «чудесах исцеления паломников от тяжких болезней посредством пития святой воды и окропления ею, то есть о нахождении на месте мартирия агиасмы». После доследования островка в 1890 году К. К. Косцюшко-Валюжиничем и А. Л. Бертье-Делагардом они сделали вывод, что в V—IV веках до н. э. островок был насыпан одновременно с постройкой древней крепостной системы из двух линий оборонительных стен с башнями, а в византийское время здесь был построен христианский храм (или устроен небольшой монастырёк); при этом древние крепостные стены к этому времени были разрушены. Сакральный комплекс представлял собой обнесённый периболом двор площадью около 480 м² с группой небольших зданий и маленькой церквушкой с верхним и нижним подземным ярусом, в котором была устроена гробница. По предположению, высказанным A. Л. Бертье-Делагардом и Д. В. Айналовым, именно в этой гробнице находились мощи святого мученика Климента Римского, открытые Константином Философом (Кириллом) на островке 30 января (3 февраля по григорианскому календарю) 861 года и перенесённые в город Херсонес, а затем в конце 867 (или начале 868) года — частично в Рим. Запустение памятного сакрального места связывается с поднятием к VIII веку уровня Чёрного моря до полутора метров. Затем после резкого понижении уровня моря к X веку на острове было развёрнуто новое строительство православного мартириума.

## Об обретении мощей Климента Римского
Существует мнение, что третий римский епископ Климент никогда не был в Херсонесе. После девяти лет епископской деятельности Климент мирно скончался в 101 году. Так пишет Евсевий Памфил (IV век) в своём труде «Церковная история». Позднее, житие и страдание святого священномученика Климента, папы Римского (IX век) говорит о его ссылке в Херсонес Таврический  за проповедь христианства на каторжные работы в мраморные каменоломни. Но и в ссылке Климент продолжал проповедовать новую христианскую религию и приобщать к ней язычников. При его участии разрушались языческие храмы и строились христианские. В ответ на его действия римский император Траян отправил в Херсонес посланника для наведения порядка, по приказу которого святого Климента привязали к якорю и утопили в море. По преданию, по молитвам его учеников и последователей, находившихся во время казни на берегу, море отступило и открылся доступ к телу святого. Ученикам Климента было видение, в котором святой запретил переносить свои останки на землю; вместо этого ежегодно в день его памяти море чудесным образом расступалось и его тело становилось доступным для поклонения. Но затем чудо перестало происходить и верующие были лишены поклонения святыне. Лишь в 861 году произошло открытие мощей, которые были, вопреки завещанию, перенесены из мраморной подводной церкви в Херсонес.
По мнению Е. В. Ухановой в «Житие» содержится ряд очевидных свидетельств, которые противоречат историческим событиям.
В конце I века территория Херсонеса ещё не входила в состав Римской империи. Поэтому центральная римская власть не могла бы организовать ссылку туда осуждённых и масштабную разработку ими горных пород. Нахождение в городе римских гарнизонов носило временный характер и каких-либо предпосылок к включению этой территории в состав империи не предпринималось. Упоминание в предании о Клименте мраморных каменоломен является также очевидной нереальностью; месторождений мрамора в Херсонесе нет и не было. В Крыму не известно ни одного древнегреческого сооружения, при строительстве которого использовался бы крымский мрамор. Мрамор в Херсонес привозился из мастерских и каменоломен Пропондиты, Мёзии и Фракии. Добыча известняка в больших объёмах могла осуществляться не ранее конца IV века — времени начала крепостного строительства. Письменных свидетельств, подтверждающих массовые высылки христиан в Херсонес римскими императорами нет. А также вряд ли можно допустить массовое разрушение языческих храмов стараниями одного ссыльного проповедника. Источники показывают, что мучение святого Климента не связывалось с Херсонесом вплоть до IX века. Большое сомнение вызывает сообщение в «Житие» святого Климента о многочисленных христианских храмах, построенных им в Херсонесе. Древнейшие сохранившиеся христианские храмы (или их развалины) Херсонеса и наиболее ранние христианские погребения датируются не ранее IV века. Впервые локализация мученичества Климента Римского в Херсонесе встречается в источниках IX века — через несколько столетий после его кончины. «Таким образом, можно с большой уверенностью говорить о нереальности обстоятельств ссылки в Херсонес и мучения там св. Климента, описанных в житии».

## Обретение мощей в контексте политической ситуации в отношениях Константинополя и Рима
В 50—60-е годы IX века в Византии велась острая внутриполитическая борьба между двумя партиями расколотой Восточной церкви, которая отражалась в противостоянии сторонников двух патриархов — Фотия и Игнатия. К внутриполитической добавлялась внутридинастическая борьба, что вынуждало византийских императоров искать поддержку в Западной (Римской) церкви. При этом продолжалось соперничество Константинопольской и Римской церквей за главенство в христианском мире. Западная церковь пыталась распространить своё влияние на Болгарию и Южную Италию, находящихся в церковной юрисдикции Константинополя. Благоприятный период в отношениях наступил после избрания патриархом Фотия. У Константинополя появилась надежда, что римский папа поддержит его и положит конец притязаниям сторонников патриарха Игнатия. Однако Византия отказалась передать Балканы и Южную Италию под юрисдикцию Рима. В связи с этим отношения с Римским престолом обострились и в поддержке было отказано.
Мощи третьего римского епископа, до этого времени не известные в Херсонесе, были «обнаружены» там (861 год) тогда, когда император Михаил и патриарх Фотий впервые после победы иконопочитания и восстановления мира в империи остро нуждались в поддержке римского папы. Мощи с самого начала предназначались именно для Римской кафедры. Это был способ «благодарности» византийского императора. Но римский папа ждал большего. Только земли Болгарии и Южной Италии могли компенсировать его поддержку курса византийского императора и нового патриарха, что для Константинополя было недопустимо. Поэтому возникшие на этой почве осложнения в отношениях Церквей отсрочили перенесение мощей в Рим.
Следующий благоприятный период в отношениях между западной и восточной Церквями наступил в сентябре 867 года, когда к власти в Византии, в результате дворцового переворота, пришёл император Василий Македонянин, который вернул бывшему патриарху Игнатию престол и нуждался в поддержке своих действий Рима. Константину Философу было поручено отвезти в Рим давно подготовленные для этого случая мощи Климента, которые находились в Константинополе, предположительно, в церкви Святых Апостолов. Передача мощей первого римского епископа-мученика, канонизированного Западной церковью — это был первый жест доброй воли нового императора, который пытался заручиться в трудные для их власти периоды поддержкой Римской церкви. Но нормализации отношений между Римом и Константинополем снова не произошло; диктат римского папы был неприемлем Восточными церквями и признание ими церковной юрисдикции на Балканах вопреки настойчивым притязаниям на эти земли Рима.
Почитание святого Климента не получило распространение в Византийской империи. Даже в Херсонесе — в месте открытия мощей, был сформирован «альтернативный» культ семи священномучеников Херсонесских.